# ملعب
ملعب (به عربی: الملعب) یک شهرداری در الجزایر است که در استان تسمسیلت واقع شده‌است.